# 深绿细辛
深绿细辛（学名：Asarum porphyronotum var. atrovirens）为马兜铃科细辛属下的一个变种。

## 扩展阅读
- 維基物種上的相關：深绿细辛